# 船橋市立芝山中学校
船橋市立芝山中学校（ふなばししりつ しばやまちゅうがっこう）は、千葉県船橋市芝山にある公立中学校。

## 沿革
- 1977年4月 - 高根中学校より55名、習志野台中学より9名を受け入れて創立
- 1978年2月 - 校歌制定
- 1979年8月 - プール完成
- 2002年11月 - 体育館屋根改修工事完了
- 2005年年3月 - 校舎外壁塗装工事完了
- 2014年12月 - 耐震補強工事完了

参考資料

## 交通
- 東葉高速線飯山満駅より徒歩4分